# Kubok Ukraïny 2010-2011
La Kubok Ukraïny 2010-2011 (in ucraino Кубок України) è stata la 20ª edizione del torneo. La competizione è iniziata il 27 luglio 2010 ed è terminata il 25 maggio 2011. Lo Šachtar ha vinto il trofeo per la settima volta.

## Primo turno
| Squadra 1         | Risultato       | Squadra 2              |
| ----------------- | --------------- | ---------------------- |
| Desna Chernihiv   | 1 – 2           | Enerhiya Nova Kakhovka |
| Ros Bila Tserkva  | –               | Hirnyk-Sport           |
| Karpaty Yaremche  | 3 – 0           | Veres Rivne            |
| Skala Morshyn     | 3 – 2           | FC Sumy                |
| Hirnyk Kryvyi Rih | 1 – 1 (6–7 dcr) | Olkom Melitopol        |

## Secondo turno
| Squadra 1                    | Risultato | Squadra 2                |
| ---------------------------- | --------- | ------------------------ |
| Feniks-Illichivets Kalinine  | 4 – 3     | Zirka Kirovohrad         |
| Prykarpattia Ivano-Frankivsk | 1 – 0     | Enerhetyk Burshtyn       |
| Dnister Ovidiopol            | 0 – 4     | PFC Oleksandria          |
| Dinamo Khmelnytsky           | 0 – 1     | Chornomorets Odesa       |
| Helios Kharkiv               | 0 – 1     | Krymteplytsya Molodizhne |
| Naftovyk-Ukrnafta Okhtyrka   | 1 – 0     | FC Lviv                  |
| Olkom Melitopol              | 1 – 2     | Stal Alchevsk            |
| Bastion Illichivsk           | 0 – 1     | FC Poltava               |
| Zakarpattia Uzhhorod         | 2 – 3     | Tytan Armyansk           |
| Olimpik Donetsk              | 1 – 3     | Arsenal Bila Tserkva     |
| Stal Dniprodzerzhynsk        | 1 – 0     | Skala Morshyn            |
| Kremin Kremenchuk            | 3 – 0     | Nyva Ternopil            |
| Enerhiya Nova Kakhovka       | 1 – 0     | Yednist' Plysky          |
| Hirnyk-Sport                 | 2 – 1     | Bukovyna Chernivtsi      |
| Karpaty Yaremche             | 1 – 0     | MFK Mykolaiv             |
| Shakhtar Sverdlovsk          | 3 – 2     | Nyva Vinnytsia           |

## Sedicesimi di finale
| Squadra 1                | Risultato       | Squadra 2               |
| ------------------------ | --------------- | ----------------------- |
| Stal Alchevsk            | 3 – 1           | Arsenal Bila Tserkva    |
| Karpaty Yaremche         | 4 – 5           | Volyn Lutsk             |
| Tytan Armyansk           | 0 – 3           | PFC Sevastopol          |
| Krymteplytsia Molodizhne | 0 – 1           | Dinamo Kiev             |
| Hirnyk-Sport Komsomolsk  | 0 – 5           | Karpaty Lviv            |
| Chornomorets Odesa       | 1 – 2           | Vorskla Poltava         |
| PFC Oleksandria          | 0 – 0 (6–3 dcr) | Metalurh Donetsk        |
| Metalist Kharkiv         | 1 – 2           | Arsenal Kiev            |
| FC Poltava               | 2 – 1           | Obolon Kiev             |
| Shakhtar Donetsk         | 6 – 0           | Kryvbas Kryvyi Rih      |
| Stal Dniprodzerzhynsk    | 1 – 1 (5–6 dcr) | Feniks-Illich. Kalinine |
| Metalurh Zaporizhya      | 1 – 0           | Illichivets Mariupol    |
| Yednist' Plysky          | 0 – 1           | Naftovyk-Ukrnafta       |
| Prykarpattya IF          | 0 – 1           | Zorya Luhansk           |
| Kremin Kremenchuk        | 1 – 0           | Shakhtar Sverdlovsk     |
| Dnipro                   | 4 – 1           | Tavriya Simferopol      |

## Ottavi di finale
| Squadra 1                   | Risultato | Squadra 2           |
| --------------------------- | --------- | ------------------- |
| Stal Alchevsk               | 1 – 0     | Volyn Lutsk         |
| PFC Sevastopol              | 1 – 2     | Dinamo Kiev         |
| Karpaty Lviv                | 3 – 0     | Vorskla Poltava     |
| PFC Oleksandria             | 1 – 2     | Arsenal Kiev        |
| FC Poltava                  | 0 – 2     | Shakhtar Donetsk    |
| Feniks-Illichivets Kalinine | 1 – 2     | Metalurh Zaporizhya |
| Naftovyk-Ukrnafta           | 0 – 1     | Zorya Luhansk       |
| Kremin Kremenchuk           | 0 – 3     | Dnipro              |

## Quarti di finale
| Squadra 1        | Risultato       | Squadra 2           |
| ---------------- | --------------- | ------------------- |
| Zorya Luhansk    | 1 – 1 (4–5 dcr) | Dnipro              |
| Stal Alchevsk    | 2 – 3           | Dinamo Kiev         |
| Karpaty Lviv     | 0 – 2           | Arsenal Kiev        |
| Shakhtar Donetsk | 1 – 0           | Metalurh Zaporizhya |

## Semifinali
| Squadra 1        | Risultato | Squadra 2    |
| ---------------- | --------- | ------------ |
| Dinamo Kiev      | 2 – 0     | Arsenal Kiev |
| Shakhtar Donetsk | 2 – 1     | Dnipro       |

## Finale
| Arbitro: | Viktor Švecov (Odessa) |

|  |           |                            |
|  | Marcatori | 64’ Eduardo 87’ L. Adriano |